# Smíxi
Smíxi är en ort i Grekland.   Den ligger i prefekturen Nomós Grevenón och regionen Västra Makedonien, i den nordvästra delen av landet, 300 km nordväst om huvudstaden Aten. Smíxi ligger 1 168 meter över havet och antalet invånare är 491.
Terrängen runt Smíxi är kuperad åt nordost, men åt sydväst är den bergig.  Trakten runt Smíxi är nära nog obefolkad, med mindre än två invånare per kvadratkilometer. Närmaste större samhälle är Samarína, 10,3 km nordväst om Smíxi. I omgivningarna runt Smíxi växer i huvudsak blandskog.